# Liga Mexicana de Baloncesto Profesional Femenil
La Liga Mexicana de Baloncesto Profesional Femenil (LMBPF) es la liga de baloncesto femenil más importante de México. Está conformada por 10 equipos de todo el país para la temporada 2024. La liga nació en el 2014 gracias al esfuerzo de varios empresarios por fortalecer el baloncesto femenil en México, luego del logro conseguido por la selección mexicana femenil en los Juegos Panamericanos de Guadalajara 2011, cuando obtuvieron la medalla de plata con muy pocos reflectores y apoyos.
.   

## Fundación
El proyecto nació con el apoyo de la Liga Nacional de Baloncesto Profesional (LNBP), además de que tuvo como primera presidente a la maestra Ma. Elsa Flores Sánchez. 
Para la temporada 2014 se tenía la intención de comenzar hasta con 11 equipos, pero debido a varias circunstancias, solamente entraron en acción 10 escuadras. En los planes estaban que participaran equipos como Petroleras de Minatitlán y las Halconcitas de Xalapa, pero al final no se concretaron.
La liga estuvo apoyada por la LNBP hasta el año 2017, cuando por diferencias con el nuevo presidente del circuito varonil, Sergio Ganem, los dueños de los equipos femeniles decidieron crear una asociación civil para organizar una nueva liga, pero que le daría continuidad al trabajo y esfuerzo de los equipos profesionales que participaron durante las últimas 3 temporadas, en aras del fortalecimiento del básquetbol femenil en México.
| LNBPF 2014                   |
| Equipo                       |
| Águilas de Tabasco           |
| Ángeles de Querétaro         |
| Felinas de León              |
| Fresas de Irapuato           |
| Fusión Club del DF           |
| Leonas Negras de la U. de G. |
| Mexcaltecas de Tepic         |
| Mieleras de Guanajuato       |
| Pumas Club de la UNAM        |
| Rieleras de Aguascalientes   |

## Equipos Temporada 2025
Temporada 2025
| Liga Mexicana de Baloncesto Profesional Femenil 2025 |                          |
| Equipo                                               | Sede                     |
| Dragonas                                             | Toluca, Estado de México |
| Husky's de Querétaro                                 | Querétaro, Querétaro     |
| Las Avispas de Guerrero                              | Chilpancingo, Guerrero   |
| Libélulas de CDMX                                    | Ciudad de México         |
| Mieleras de Guanajuato                               | Guanajuato, Guanajuato   |
| Mineras de Zacatecas                                 | Zacatecas, Zacatecas     |
| Penguins                                             | Ciudad de México         |
| Toritas de Celaya                                    | Celaya, Guanajuato       |
| Universidad Modelo                                   | Mérida, Yucatán          |

## Tabla de Campeones
Lista de campeones y subcampeones, serie a ganar 3 de 5 partidos
| Temporada | Campeón                                             | Resultado                                                         | Subcampeón                                          |
| --------- | --------------------------------------------------- | ----------------------------------------------------------------- | --------------------------------------------------- |
| 2014      | Águilas de Tabasco                                  | 83-67(1)                                                          | Pumas Club de la UNAM                               |
| 2015      | Mieleras de Guanajuato                              | 70-55(1)                                                          | Marineras de Puerto Vallarta                        |
| 2016      | Mieleras de Guanajuato                              | 3-1                                                               | Lobas de Aguascalientes                             |
| 2017      | Lobas de Aguascalientes                             | 67-61 Archivado el 18 de diciembre de 2019 en Wayback Machine.(1) | Mieleras de Guanajuato                              |
| 2018      | Lobas de Aguascalientes                             | 3-1                                                               | Aztks del Estado de México                          |
| 2019      | Mieleras de Guanajuato                              | 3-2                                                               | Aztks del Estado de México                          |
| 2020      | Torneo finalizado debido a la pandemia del COVID-19 | Torneo finalizado debido a la pandemia del COVID-19               | Torneo finalizado debido a la pandemia del COVID-19 |
| 2021      | Lobas de Aguascalientes                             | 3-1                                                               | Mieleras de Guanajuato                              |
| 2022      | Mieleras de Guanajuato                              | 3-2                                                               | Regias de Santiago                                  |
| 2023      | Teporacas de Chihuahua                              | 3-0                                                               | Mieleras de Guanajuato                              |
| 2024      | Mieleras de Guanajuato                              | 3-1                                                               | Libélulas de CDMX                                   |
| 2025      | Mieleras de Guanajuato                              | 3-0                                                               | Libélulas de CDMX                                   |

### Campeonatos por Equipo
| Equipo                  | Campeonatos | Años                               |
| ----------------------- | ----------- | ---------------------------------- |
| Mieleras de Guanajuato  | 6           | 2015, 2016, 2019, 2022, 2024, 2025 |
| Lobas de Aguascalientes | 3           | 2017, 2018, 2021                   |
| Águilas de Tabasco      | 1           | 2014                               |
| Teporacas de Chihuahua  | 1           | 2023                               |

### Campeonatos por Entidad Federativa
A continuación se muestra la cantidad de campeonatos por entidad federativa:
| Estado         | Campeonatos |
| -------------- | ----------- |
| Guanajuato     | 6           |
| Aguascalientes | 3           |
| Tabasco        | 1           |
| Chihuahua      | 1           |